# Sideville
Sideville és un municipi francès situat al departament de la Manche i a la regió de Normandia. L'any 2007 tenia 540 habitants.

## Demografia

### Població
El 2007 la població de fet de Sideville era de 540 persones. Hi havia 192 famílies de les quals 28 eren unipersonals (20 homes vivint sols i 8 dones vivint soles), 72 parelles sense fills, 84 parelles amb fills i 8 famílies monoparentals amb fills.
La població ha evolucionat segons el següent gràfic:
Habitants censats

### Habitatges
El 2007 hi havia 204 habitatges, 191 eren l'habitatge principal de la família, 8 eren segones residències i 5 estaven desocupats. 203 eren cases i 1 era un apartament. Dels 191 habitatges principals, 168 estaven ocupats pels seus propietaris i 23 estaven llogats i ocupats pels llogaters; 2 tenien dues cambres, 15 en tenien tres, 35 en tenien quatre i 139 en tenien cinc o més. 158 habitatges disposaven pel capbaix d'una plaça de pàrquing. A 58 habitatges hi havia un automòbil i a 128 n'hi havia dos o més.

### Piràmide de població
La piràmide de població per edats i sexe el 2009 era:
| Homes | Edats   | Dones |
| ----- | ------- | ----- |
| 0     | 95 o +  | 0     |
| 0     | 90 a 94 | 0     |
| 0     | 85 a 89 | 0     |
| 0     | 80 a 84 | 4     |
| 4     | 75 a 79 | 0     |
| 4     | 70 a 74 | 12    |
| 8     | 65 a 69 | 8     |
| 8     | 60 a 64 | 4     |
| 20    | 55 a 59 | 20    |
| 16    | 50 a 54 | 16    |
| 28    | 45 a 49 | 12    |
| 16    | 40 a 44 | 28    |
| 16    | 35 a 39 | 16    |
| 24    | 30 a 34 | 8     |
| 24    | 25 a 29 | 12    |
| 32    | 20 a 24 | 12    |
| 24    | 15 a 19 | 16    |
| 12    | 10 a 14 | 24    |
| 16    | 5 a 9   | 12    |
| 4     | 0 a 4   | 20    |

## Economia
El 2007 la població en edat de treballar era de 359 persones, 277 eren actives i 82 eren inactives. De les 277 persones actives 261 estaven ocupades (138 homes i 123 dones) i 16 estaven aturades (6 homes i 10 dones). De les 82 persones inactives 37 estaven jubilades, 32 estaven estudiant i 13 estaven classificades com a «altres inactius».

### Ingressos
El 2009 a Sideville hi havia 199 unitats fiscals que integraven 573 persones, la mediana anual d'ingressos fiscals per persona era de 19.381,5 €.

### Activitats econòmiques
Dels 12 establiments que hi havia el 2007, 1 era d'una empresa de fabricació d'altres productes industrials, 3 d'empreses de construcció, 3 d'empreses de comerç i reparació d'automòbils, 3 d'empreses d'hostatgeria i restauració, 1 d'una empresa financera i 1 d'una entitat de l'administració pública.
Dels 3 establiments de servei als particulars que hi havia el 2009, 1 era una autoescola, 1 fusteria i 1 restaurant.
L'any 2000 a Sideville hi havia 14 explotacions agrícoles que ocupaven un total de 425 hectàrees.

## Equipaments sanitaris i escolars
El 2009 hi havia una escola elemental integrada dins d'un grup escolar amb les comunes properes formant una escola dispersa.

## Poblacions més properes
El següent diagrama mostra les poblacions més properes.